# Zijad Ajt Ikram
Zijad Ajt Ikram, Zied Ayt Okrame (ar. زياد أيت إكرام; ur. 18 grudnia 1988) – tunezyjski i od 2015 roku marokański zapaśnik walczący w stylu klasycznym. Trzykrotny olimpijczyk. Siedemnasty w Londynie 2012 w wadze 74 kg; dziewiętnasty w Rio de Janeiro 2016 w kategorii 75 kg i szesnasty w Tokio 2020 w kategorii 77 kg.
Siódmy na mistrzostwach świata w 2017. Piąty na igrzyskach śródziemnomorskich w 2013 i siódmy w 2009. Srebrny medalista igrzysk afrykańskich w 2007 i brązowy w 2019. Trzynaście razy stawał na podium mistrzostw Afryki, w tym osiem razy na najwyższym stopniu: w 2007, 2009, 2010, 2011, 2012, 2013, 2014, 2015, 2017 i 2019. Triumfator igrzysk panarabskich w 2011. Mistrz arabski w 2010 i drugi w 2015. Wicemistrz śródziemnomorski w 2012 roku.
- Turniej w Londynie 2012

W pierwszej rundzie miał wolny los a w drugiej przegrał z Francuzem Christophem Guénotem.